# Goûgaram
Goûgaram este o comună rurală din departamentul Arlit, regiunea Agadez, Niger, cu o populație de 4.010 locuitori (2001).